# Praia do Peneco

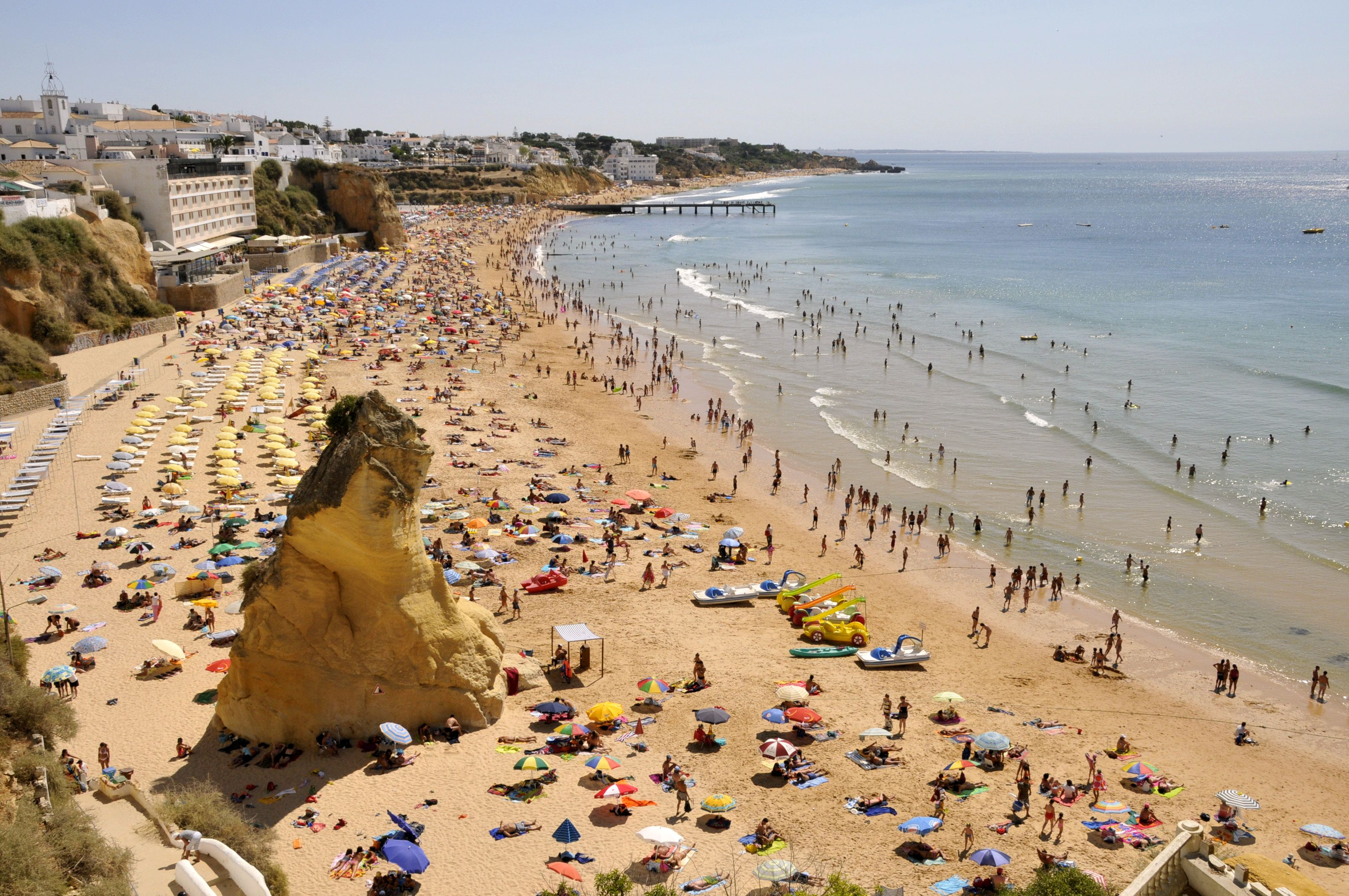
Praia do Peneco em setembro.

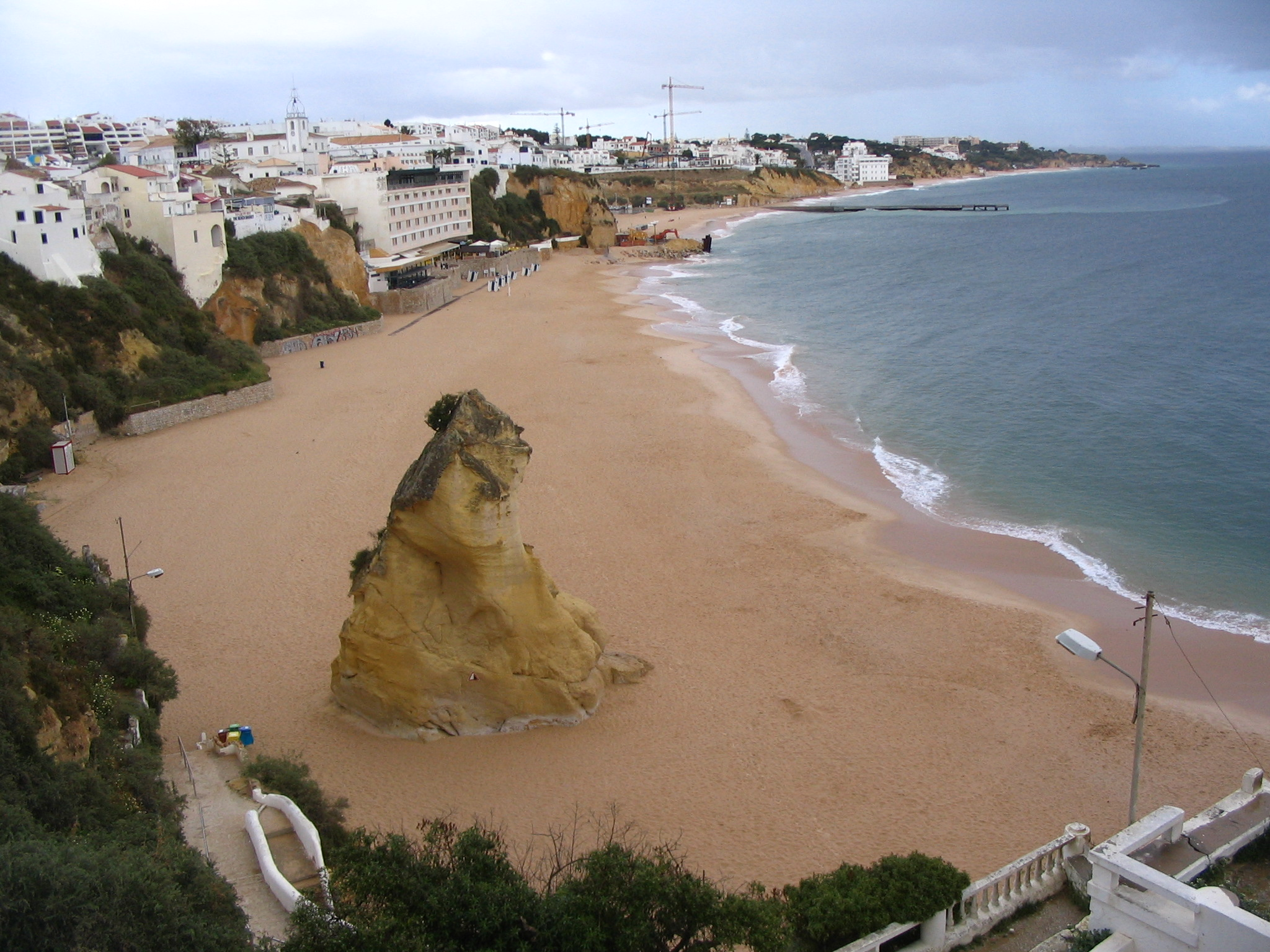
Praia do Peneco em abril.

A Praia do Peneco, também conhecida como praia do Túnel é uma praia localizada na cidade portuguesa de Albufeira, distrito de Faro.
É através de um túnel que se faz o acesso a esta praia, situada sob a falésia onde se desenvolveu o núcleo antigo da cidade de Albufeira. De expressão urbana, ela está superlotando durante o Verão. A falta de lugares para estacionar e o tráfego são problemas que se juntam à nem sempre tão boa qualidade da água (que tem melhorado nos últimos anos).